# CESU-8
CESU-8 (zkratka anglického Compatibility Encoding Scheme for UTF-16: 8-bit, Schéma pro kompatibilní kódování UTF-16, 8bitové) je způsob kódování znaků Unicode, který je téměř shodný s UTF-8, ale liší se způsobem práce se znaky od U+10000 výše. Je určen výhradně pro vnitřní použití v systémech, které nejsou schopny dobře pracovat s úplnou znakovou sadou Unicode při použití standardních kódování, není zamýšlen jako formát pro obecnou výměnu dat.
Při kódování do CESU-8 se vstupní text nejprve zakóduje do UTF-16 (tj. znaky mimo Basic Multilingual Plane se zapíší pomocí surrogate pairs), výsledek se poté zakóduje pomocí UTF-8. Znamená to, že kódování znaků BMP (všechny znaky od U+0000 do U+FFFF) je shodné v UTF-8 i CESU-8. Znaky, které jsou v UTF-8 kódovány do čtyř bajtů, jsou však v CESU-8 kódovány pomocí šestibajtové posloupnosti.
CESU-8 je obdobné tzv. Modified UTF-8, které se používá v Javě, tam se ovšem navíc používá speciální kódování znaku U+0000.
V praxi se kódování CESU-8 používá při práci s některými databázemi (Oracle, MySQL), které neumějí pracovat s UTF-8 řetězci reprezentujícími znaky mimo BMP, ale nic nenamítají proti (z hlediska UTF-8 neplatnému) kódování těchto znaků prostřednictvím surrogate pairs, tzn. CESU-8.
V databázovém systému Oracle je od verze 8.0 dostupná znaková sada pojmenovaná UTF8, která však ve skutečnosti reprezentuje právě CESU-8. Až ve verzi 9.0 přibyla podpora „skutečného“ UTF-8, pod názvem AL32UTF8.
Databázový systém MySQL od své verze 4.1 podporuje znakovou sadu utf8, ale jen pro znaky BMP. Znaky mimo BMP nelze do databáze uložit v kódování UTF-8; databáze však nebrání uložení takových znaků pomocí CESU-8, byť tomuto kódování nerozumí a některé funkce u těchto znaků tedy nefungují správně (každý takový znak je např. počítán za dva znaky). Plná podpora UTF-8 (a obecně doplňkových znaků Unicode) se plánuje do připravované verze 5.5.

## Příklad kódování
| Vstup  | U+0045 E | U+0205 ȅ | U+1D53C 𝔼   | U+1D53C 𝔼   |
| ------ | -------- | -------- | ----------- | ----------- |
| UTF-8  | 45       | C8 85    | F0 9D 94 BC | F0 9D 94 BC |
| UTF-16 | 0045     | 0205     | D835        | DD3C        |
| CESU-8 | 45       | C8 85    | ED A0 B5    | ED B4 BC    |

Je vidět, že znaky BMP jsou v UTF-8 i CESU-8 kódovány stejně, rozdíl je zde jen ve znaku U+1D53C, který leží mimo BMP.